# 21. брдски армијски корпус (Вермахт)
21. брдски армијски корпус Вермахта стављан је на 12. августа 1943. под команду Друге оклопне армије. Штаб Корпуса је, по пребацивању из Норвешке, преузео команду над 100. ловачком и 297. дивизијом у Албанији, са циљем одбране јадранске обале од искрцавања савезника. 181. дивизија транспортована је током октобра 1943. из Норвешке за Црну Гору, где је у прво време била потчињена 5. СС корпусу. 21. корпус преузео је команду над овом јединицом у фебруару 1944. и тиме преузео своју област деловања, која је обухватала Црну Гору, Санџак, део Косова и Метохије и северну Албанију.
На територији Црне Горе и Санџака, снаге Корпуса су, посредством свог обавештајног одељења и посредством територијалне Фелдкомандантуре 1080 (Цетиње) успоставиле везе са Михаиловићевим четницима и са црногорски федералистима. Преко 2. пука Бранденбург успостављена је веза са локалном муслиманском милицијом у Санџаку. Немачке снаге су опремале и наоружавале ове трупе, и укључиле их у свој систем одбране. Такође су употребљаване и у офанзивним операцијама против НОВЈ (операције Бора, Фрилингсервахен, Рибецал). У јулу 1944. четници са подручја Корпуса преформирани су у Црногорски добровољачки корпус, који је у јулу 1944. бројао 5.600 бораца, а у новембру 10.000.
У мају 1944, по свом формирању, под команду Корпуса стављена је и 21. СС дивизија "Скендербег". Са њом као главном ударном снагом, Корпус је покренуо операцију Драуфгенгер против снага НОВЈ у долини Лима. У овој операцији немачке снаге су поражене. У току операције и након пораза почело је осипање 21. СС дивизије. Њени остаци потчињени су у октобру 1944. Корпусу "Милер" (касније 34. армијски корпус).
10. септембра 1944. Корпус је изашао из састава Друге оклопне армије и ушао у састав Групе армија Е.
Током октобра 1944, након пораза 5. СС корпуса у Херцеговини и Далмацији, Корпус се нашао у изолацији, без везе са осталим трупама. Команда Југоистока наредила му је да борбом пробије себи пут и да се повеже се са 5. СС корпусом у области Мостара. У том циљу Корпус је отпочео напад од Подгорице према Никшићу, који су држале снаге НОВЈ. Напад је после вишенедељних борби окончан неуспехом, првенствено захваљујући умешној и упорној одбрани Шесте црногорске бригаде.
На јужном крилу Корпуса, напад се није ни испољио. На том подручју иницијативу је преузела Приморска оперативна група НОВЈ, која је 20. октобра 1944. ослободила Грахово, 11. новембра Цетиње, и 17. новембра након тешких борби Леденице, кључни положај за везу Боке Которске са унутрашњошћу. 26. новембра ПОГ је ликвидирала последње немачко упориште у Боки.
У овим борбама под немачком командом учествовале су и четничке снаге Павла Ђуришића. Нарочито су се истакле у борбама за Грахово и Цетиње. У свом извештају о бројном стању, командант Групе армија Е наводи да их има 10.000, и сматра их интегралним делом својих формација).
Након неуспеха напада у правцу Херцеговине, након посете линији фронта, крајем новембра 1944. командант Југоистока наредио је да се покша пробој од Подгорице преко Колашина и Матешева према долини Лима. Овом пробоју асистирале су снаге 91. корпуса продором из Пријепоља према Бијелом пољу и Мојковцу. Нападни клинови два корпуса спојили су се и 21. корпус отпочео је евакуацију путем Подгорица - Колашин - Бијело Поље- Пријепоље - Вишеград. Четници Павла Ђуришића одвојили су се од немачке главнине у области Пријепоља, и наставили преко Санџака за источну Босну, западно од немачких снага. Приликом извлачења, снаге НОВЈ вршиле су нападе на бочна осигурања и заштитнице, а савезничко ваздухопловство на колоне у извлачењу, тако да је Корпус претрпео знатне губитке, нарочито у техници и моторизацији.
Од јануара 1945. Корпус је, у нешто измењеном саставу, држао фронт у источној Босни и Херцеговини, са центром у Сарајеву. Средином фебруара Корпус је поражен у Херцеговини од 8. корпуса НОВЈ ојачаног 29. дивизијом (у такозваној Мостарској операцији), и изгубио је Мостар. У Сарајевској операцији успешно је избегао опкољавање, и уз губитке се повукао у Славонију.
Остаци Корпуса предали су се снагама ЈА почетком маја 1945. у Словенији.